# Constantino (patrício)
Constantino (em latim: Constantinus) foi um oficial bizantino do século VI, ativo durante o reinado do imperador Justiniano (r. 527–565).

## Vida
Constantino era nativo da Trácia. No final de 531, após a derrota imperial em Calínico, Belisário foi demitido e ele tomou o comando do exército em Dara. Sua posição é incerta, porém tendo em vista sua carreira posterior é mais provável que foi comandante de campo. Em 535, foi um dos três arcontes enviados sob Belisário para reconquistar a Sicília e Itália; os demais foram Bessas e Perânio. Eles são distinguidos por Procópio dos comandantes de cavalaria e infantaria, o que talvez indica que foram mestres dos soldados vacantes. Constantino estava na Sicília em 535/6 com Belisário e sua esposa Antonina.
No começo de 537, após Belisário assegurar Roma, Constantino foi enviado para capturar as cidades da Toscana com exército formado com muitos dos guardas de Belisário. Facilmente tomou Espolécio e Perúsia e alguns outros lugares, cujos habitantes receberam-no. Deixou uma guarnição em Espolécio e permaneceu com o resto de seu exército na Perúsia. Apesar de estar com menos soldados, encontrou e derrotou um exército gótico perto de Perúsia e enviou os comandantes Hunila e Pissas cativos para Belisário em Roma. Pouco depois, quando o rei Vitige (r. 536–540) marchou contra Roma, Constantino foi chamado à cidade com boa parte de seu exército e deixou guarnições em Espolécio e Perúsia.
Quando o cerco a Roma começou na primavera de 537, Constantino foi colocado no comando da Porta Flamínia, que havia sido selada devido a presença de um acampamento gótico nas proximidades. Também ficou responsável pela defesa do Mausoléu de Adriano e as muralhas adjacentes (o trecho, principalmente ao longo do rio Tibre, entre a Nova Porta Aurélia e a Porta Flamínia) que eram difíceis de acessar pelos atacantes. Durante o grande assalto gótico em 10 de março, defendeu com sucesso as muralhas próximas ao rio de um ataque surpresa e também repeliu um assalto sobre o Mausoléu de Adriano e a Nova Porta Aurélia. Mais adiante, liderou uma força de hunos numa escaramuça bem sucedida contra tropas góticas no Campo de Nero.
Em 537/8, é apresentado como patrício. Durante o inverno, uma disputa entre ele e Belisário levou à sua queda. Enquanto estava em Espolécio no começo de 537, enviou seu guarda Maxencíolo para roubar duas adagas com bainhas adornadas com ouro e pedras preciosas de Presídio. Apesar da pressão de Belisário para que as devolvesse, recusou-se. Por fim, temeroso por sua vida, tentou esfaquear Belisário, mas foi preso e executado. Segundo a Anedota de Procópio, a causa da morte de Constantino foi sua inimizade com Antonina. Segundo ele, o oficial havia sido perdoado e libertado pelo incidente com as adagas, mas foi executado por instigação dela.